# Asociación Teológica Juan XXIII
La Asociación Teológica Juan XXIII es una asociación de teólogos sin ánimo de lucro constituida en el año 1980. Su nombre honra la memoria de Juan XXIII, quien promovió y llevó a cabo el Concilio Vaticano II. La asociación mantiene principios de la Teología de la Liberación. Sin embargo, no está reconocida por la Iglesia católica como organización católica.

## Fundación
Casiano Floristán fue uno de los impulsores de la asociación, de la que fue presidente desde sus inicios en 1980 hasta 1988.

## Fines
Entre sus fines están:
1. Promoción de la Teología, su investigación y divulgación en el espíritu de libertad, diálogo y compromiso, iniciado con el Concilio Vaticano II.
2. Conjugar el rigor teórico con la inserción vital en las comunidades y movimiento eclesiales; en diálogo con la cultura contemporánea y los logros de la modernidad.
3. Propósito de comunión con la Comunidad cristiana asumiendo responsablemente el uso de la libertad en la búsqueda de la verdad.
4. Opción preferencial por los pobres como marco básico y lugar epistemológico de la reflexión teológica.
5. Contribuir a la renovación evangélica de las Iglesias, vinculando sus esfuerzos con los grupos y sectores cristianos comprometidos en este esfuerzo, especialmente cuando los márgenes de libertad de enseñanza o de publicaciones se vean amenazados.
6. Establecer lazos de colaboración y ayuda efectiva -incluso económica- con grupos de Iberoamérica, Asia y África.
7. Fomentar la solidaridad fraterna entre sus miembros, especialmente en lo referente al desarrollo de la investigación y docencia teológica.

## Congresos
Desde 1981, la asociación celebra sus Congresos de Teología con periodicidad anual. A continuación se detallan los celebrados a partir de 2008:
| Congreso | Título                                                               | Fechas                        |
| -------- | -------------------------------------------------------------------- | ----------------------------- |
| 28.º     | Cristianismo y laicidad                                              | 4 a 7 de septiembre de 2008   |
| 29.º     | El Cristianismo ante la crisis económica                             | 3 a 6 de septiembre de 2009   |
| 30.º     | Jesús de Nazaret                                                     | 9 a 12 de septiembre de 2010  |
| 31.º     | Los fundamentalismos                                                 | 8 a 11 de septiembre de 2011  |
| 32.º     | Cristianismo, mercado y movimientos sociales                         | 6 a 9 de septiembre de 2012   |
| 33.º     | La Teología de la Liberación, hoy                                    | 5 a 8 de septiembre de 2013   |
| 34.º     | La reforma de la Iglesia desde la opción por los pobres              | 4 a 7 de septiembre de 2014   |
| 35.º     | Las religiones, violencia y caminos de paz                           | 10 a 13 de septiembre de 2015 |
| 36.º     | Migrantes, refugiados y fronteras: de la exclusión a la hospitalidad | 8 a 11 de septiembre de 2016  |
| 37.º     | Mujeres y religión. De la discriminación a la igualdad de género     | 7 a 10 de septiembre de 2017  |
| 38.º     | Mística y liberación                                                 | 7 a 9 de septiembre de 2018   |
| 39.º     | Justicia y compasión en un mundo desigual                            | 6 a 8 de septiembre de 2019   |
| 40.º     | El neoliberalismo mata: No se puede servir a Dios y al dinero        | 3 a 5 de septiembre de 2021   |